# Rift

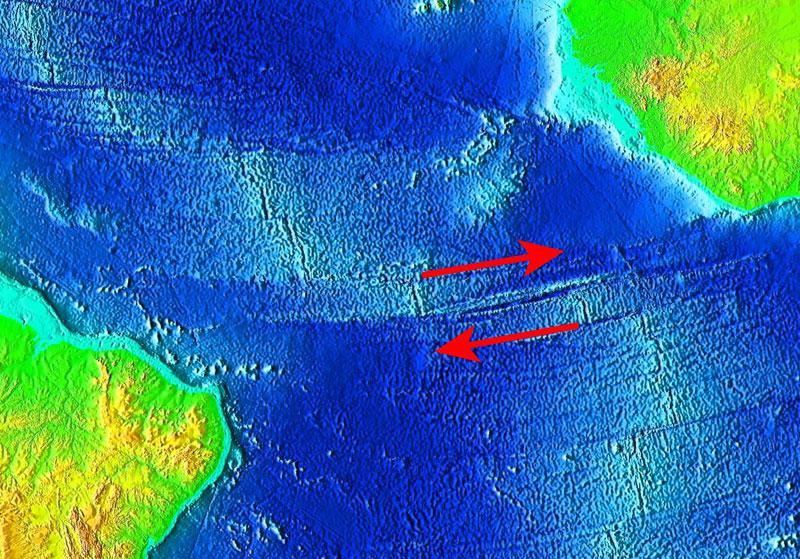
Riftové údolí v jihoatlantském hřbetu, s naznačením pohybu desek

Rift (dříve také nazývaný brázda, průlom, příkopová propadlina či hlubinný pokles) je seismicky a vulkanicky aktivní příkopová struktura (zóna) v zemské kůře, charakterizovaná poruchami poklesového charakteru, vznikem nové oceánské kůry, s délkou několika set až tisíců kilometrů a šířkou od několika do stovek kilometrů.
Termín rift zavedl německý petrograf a geolog Hans Cloos (1855–1951) v roce 1939. Cloos nejprve definoval rifty jako poklesy vzniklé roztahováním zemské kůry v oblastech velkých elevací a v osových zónách hlubokých depresí. Dnes se riftům připisuje i strukturní význam a jejich vznik se dává do souvislosti se změnami v zemské kůře, tzv. rozpínáním oceánského dna (Seafloor spreading).
Riftové zóny představují oslabené zóny zemské kůry, na kterých se od sebe oddělují pevninské bloky a systémem zlomů v zemské kůře vystupuje na povrch magma a tvoří se oceánská kůra. Vyskytují se v osových částech oceánských hřbetů, ale i na kontinentech. Často na sebe oceánské a kontinentální rifty navazují. Celková délka světových riftů se odhaduje na 60 000 km.

## Dělení
- vnitrooceánské
- mezipevninské (střed riftového údolí má už oceánskou strukturu, ale na okrajích je zachována struktura pevninská)
- pevninské (jsou stále uprostřed pevninského bloku a mají pevninskou, i když částečně změněnou kůru): Pevninské riftové zóny, které probíhají severní a západní Evropou, tvoří řetěz zlomů, riftových údolí, lineárních struktur a lineárně uspořádaných bazaltových efuzí a intruzí. Délka evropského riftového systému až po Honský příkop v Libyi je 3 600 km.